# Mario Grampa
Mario Grampa (Busto Arsizio, 4 gennaio 1889 – Busto Arsizio, 28 dicembre 1961) è stato un politico italiano.

## Biografia
Militò nel Partito Socialista Italiano contribuendo alla lotta di liberazione nazionale. Fu eletto sindaco della sua città natale nel 1946, ma lasciò l'incarico nell'agosto 1947 in seguito alla frattura fra socialisti e comunisti. È stato il secondo e ultimo sindaco socialista di Busto Arsizio, dopo Carlo Azimonti nel 1914.
Dopo la scomparsa di Rodolfo Morandi avvenuta nel 1955, gli subentró al Senato della Repubblica e fu confermato senatore nella III legislatura a seguito delle elezioni politiche svoltesi nel 1958.